# کونچالی، شیلی
کونچالی، شیلی (به اسپانیایی: Conchalí) یک سکونتگاه مسکونی در شیلی است که در Santiago Province واقع شده‌است.

## خصوصیات
کونچالی ۷۰٫۷ کیلومترمربع مساحت و ۱۳۳٬۲۵۶ نفر جمعیت دارد.